# Бисај (Аичи)
Варош Собуе (јап. 尾西市) (Bisai-shi) је био град у Јапану у префектури Аичи. Према попису становништва из 2003. у вароши је живело 58.037 становника.

## Историја
Град је формиран 1. јануара 1955. године
Дана 1. априла 2005. године, Бисај, и варош Кисогава (из области Хагури), су спојени у проширен град Ичиномија.

## Становништво
Према подацима са пописа, у граду је 2003. године живело 58.037 становника, а густина насељености је била 2.636,85 становника на km².